# 查龙镇
查龙乡，是中华人民共和国四川省甘孜藏族自治州甘孜县下辖的一个乡镇级行政单位。

## 行政区划
查龙乡下辖以下地区：
吉且一村、吉且二村、查龙一村、查龙二村和纳卡村。